# Anton Dostler
Anton Dostler (Monaco di Baviera, 10 maggio 1891 – Aversa, 1º dicembre 1945) è stato un generale tedesco, generale di corpo d'armata della Wehrmacht.
È stato il primo generale tedesco a essere processato per crimini di guerra da una corte marziale alleata, condannato a morte e giustiziato al termine della seconda guerra mondiale.

## Carriera militare
Nato il 10 maggio 1891 nel Regno di Baviera, intraprese la carriera militare nell'esercito tedesco arruolandosi, il 23 giugno 1910, come Fahnenjunker (cadetto), nel 6º reggimento di fanteria reale bavarese Kaiser Wilhelm, König von Preußen. Durante il servizio presso il reggimento, il 28 ottobre 1912 venne promosso Leutnant, mentre allo scoppio della prima guerra mondiale fu assegnato al III. Königlich Bayerisches Armee-Korps e ricevette il suo primo incarico di comando solo il 4 dicembre 1915. Il 14 gennaio 1916 venne promosso Oberleutnant, e il 18 ottobre 1918 avanzò al grado di Hauptmann.
Al termine del conflitto, fu uno dei pochissimi ufficiali ai quali fu consentito l'accesso alla Reichswehr, a causa delle pesanti restrizioni imposte dal trattato di Versailles, le quali prevedevano per la Germania un esercito di 400 000 uomini (ridotti nel 1921 a soli 100 000), senza stato maggiore e guidato da un massimo di 4 000 ufficiali. Nel 1924 venne assegnato all'intelligence militare (Abwehr) a Berlino; nello stesso periodo iniziò a frequentare le lezioni universitarie tenute in quella città. Nel frattempo la sua carriera proseguì con l'avanzamento, il 1º aprile 1932, al grado di Major. Il 1º febbraio 1935 divenne Oberstleutnant, e il 1º agosto 1937 Oberst.

### Nella seconda guerra mondiale
Dal 24 agosto 1939 al 5 febbraio 1940, da Oberst ricoprì l'incarico di Capo Ufficio Operazioni dello Stato maggiore della VII Armata; il 1º settembre 1941, mentre rivestiva l'incarico di Capo di Stato maggiore del XXV Corpo d'armata, ricevette la promozione al grado di Generalmajor (Generale di Brigata/OF-6). Dal 26 settembre 1941 al 9 aprile 1942 gli venne assegnato il comando della 57ª Divisione di fanteria, che guidò a una serie di brillanti successi; in particolare i suoi soldati conquistarono il 23 ottobre 1941 dopo accaniti combattimenti, la grande città industriale di Char'kov. Dal 15 giugno 1942 al 28 dicembre 1942 Dostler comandò la 163. Infanterie-Division. Il 1º gennaio 1943 venne promosso al grado di Generalleutnant (Generale di divisione/OF-7), e il 22 giugno 1943 divenne il comandante del XXXXII Corpo d'Armata, tenendo temporaneamente anche il comando del VII Corpo d'Armata. Il 1º agosto 1943 venne promosso general der infanterie, e il 5 gennaio 1944 gli venne assegnato il comando del LXXV Corpo d'Armata in Italia.
Il 31 luglio 1944, a seguito di una generale riorganizzazione delle unità sul fronte italiano, il LXXV Armee-Korps comandato da Dostler entrò a far parte del dispositivo militare denominato Armee Ligurien con l'incarico di presidiare le coste liguri da La Spezia a Nizza, in vista di eventuali sbarchi alleati. Il LXXV Corpo d'Armata era un'unità di seconda linea, che durante precedenti combattimenti nella zona di Rimini aveva fornito prestazioni scadenti dal punto di vista militare; era composta dalla 356. Infanterie-Division di fanteria e dalla 162. (Turkistan) Infanterie-Division (una divisione che raccoglieva fuoriusciti turchi e disertori azeri, georgiani e armeni, i quali alla fine della guerra vennero consegnati all'URSS che li avviò ai gulag).
Il 1º dicembre 1944 il LXXV Armee-Korps venne rinominato LXXIII Armee-Korps, e sempre al comando di Dostler passò sotto il Gruppo di Armate Zangen. Dopo il 1º marzo 1945 l'unità non rivestiva più un valore operativo corrispondente alla denominazione di Corpo d'armata, avendo mantenuto in organico solo reparti minori. Il 2 maggio 1945 il LXXIII Corpo d'Armata, sempre al comando di Anton Dostler, si arrese agli alleati a Brescia, dopo un lungo ripiegamento via Parma; Dostler stesso venne catturato il giorno 8 maggio.

## I fucilati di Ameglia
Nella notte del 22 marzo 1944 un commando dell'O.S.S. composto da 2 tenenti e 13 militari statunitensi, dopo essere stato portato vicino alla costa dai motosiluranti PT210 e PT214, usando tre gommoni era sbarcato tra Bonassola e Framura, in una caletta denominata "Scà". La missione del commando, denominata Operazione Ginny II (nel quadro della più ampia Operazione Strangle), era di minare la galleria ferroviaria della linea Genova - La Spezia, al fine di interrompere i collegamenti tra il Nord Italia e la zona di combattimento della Linea Gustav.

L'emblema dellOffice of Strategic Services, antesignano della CIA

Tuttavia, per un errore lo sbarco avvenne lontano dal punto prestabilito, e pochi giorni dopo (il 24 marzo) i 15 statunitensi, quasi tutti di origine italiana, vennero catturati dai tedeschi. A quanto pare, un abitante della zona, avendo notato i gommoni abbandonati e malamente nascosti, avvisò i militi fascisti presenti nella zona, i quali diedero l'allarme al presidio tedesco. Portati prima a Bonassola e poi a La Spezia per essere interrogati, furono messi a disposizione della 135ª Festungbrigade, al comando del colonnello Kurt Almers, che dipendeva gerarchicamente dal LXXV Corpo d'Armata comandato da Dostler. Due ufficiali dell'intelligence della Kriegsmarine condussero interrogatori nei confronti dei commando, durante i quali è probabile che i prigionieri subissero anche torture. Uno dei due tenenti statunitensi rivelò alla fine lo scopo della missione, e a questo punto (25 marzo) giunse un telegramma di Dostler, recante l'ordine di passare tutti per le armi. È possibile che tale ordine sia arrivato dopo una consultazione col feldmaresciallo Kesselring, anche se non ci sono prove in tal senso, a parte la testimonianza dell'aiutante di campo dello stesso Dostler. Anche il fatto che i commando fossero stati catturati mentre indossavano regolari uniformi statunitensi è controverso (probabilmente indossavano regolari divise militari, ma ne avevano rimosso le insegne e avevano rivoltato le giubbe).
In ogni caso un ufficiale subalterno, Alexander zu Dohna-Schlobitten, si rifiutò di firmare l'ordine di esecuzione, in quanto la fucilazione di militari catturati in uniforme costituiva palese violazione della Convenzione di Ginevra; per questo motivo venne esonerato dal comando e destituito dalla Wehrmacht per insubordinazione. Nelle ore successive furono avanzate più volte, sia dal colonnello Almers sia da altri ufficiali della 135ª Festungbrigade, e anche dai due ufficiali della Kriegsmarine, richieste di annullamento dell'ordine di fucilazione, alle quali tuttavia il generale Dostler rispose negativamente, confermando con un altro telegramma l'ordine. I 15 prigionieri vennero fucilati la mattina del 26 marzo 1944, a Punta Bianca, nel comune di Ameglia, e i loro corpi sepolti in una fossa comune non segnata, situata in un luogo particolarmente impervio e scarsamente frequentato.

## L'ordine dei commando (Kommandobefehl)
Dostler, in qualità di ufficiale grado elevato, era al corrente del cosiddetto Kommandobefehl, una direttiva segreta impartita da Hitler in persona il 18 ottobre 1942, secondo la quale ogni commando alleato che avesse messo piede in Europa o in Africa avrebbe dovuto essere immediatamente passato per le armi senza alcun processo, anche se vestiva una regolare uniforme militare, e anche nel caso si fosse spontaneamente arreso.

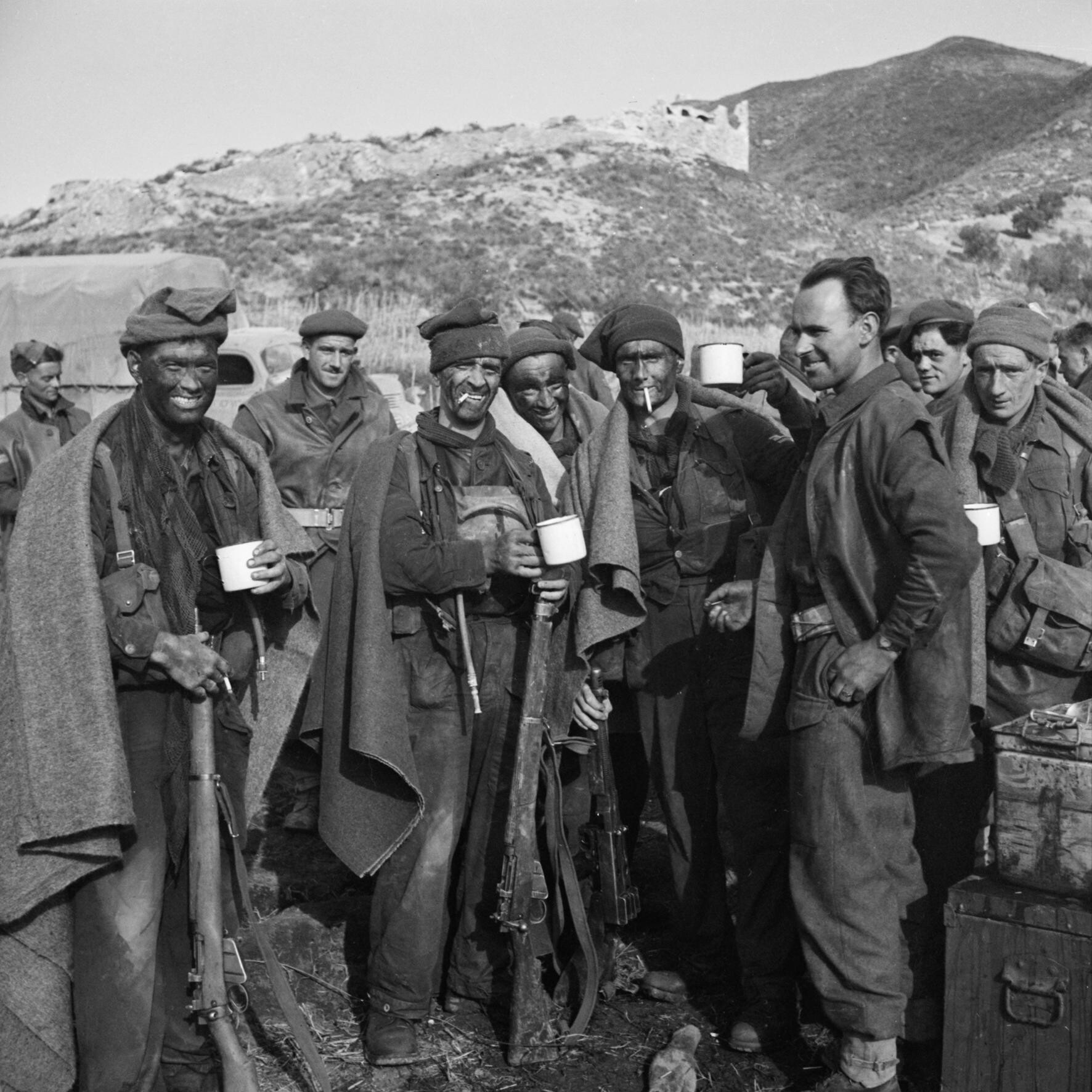
Commando inglesi in Italia, 1943.

Nel caso invece di commando catturati al di fuori della zona di combattimento (come per esempio quelli che avrebbero potuto essere arrestati dalla polizia), i prigionieri avrebbero dovuto essere consegnati immediatamente alla SD. La direttiva segreta recava altresì la precisa indicazione che la mancata esecuzione di quanto previsto avrebbe comportato, per l'ufficiale tedesco responsabile, l'accusa di negligenza e l'applicazione della legge di guerra (corte marziale).
Nonostante che da quest'ordine siano scaturiti numerosi crimini di guerra, per un crudele scherzo del destino è probabile che, in realtà, sia stato originato da un tragico fraintendimento: durante il fallito raid su Dieppe, nell'agosto del 1942, un ufficiale canadese abbandonò sulla spiaggia gli ordini e i piani dell'operazione, i quali vennero recuperati dai tedeschi e inviati a Berlino; tra le pagine di mappe e piani, venne rinvenuto un paragrafo che istruiva su come "legare i prigionieri". Nella notte tra il 3 e il 4 ottobre successivi, durante l'operazione Basalt, un commando inglese aveva catturato 5 soldati tedeschi nell'isola di Sark, e dopo averli legati li stava conducendo verso la spiaggia per l'esfiltrazione, quando uno dei tedeschi iniziò a gridare per dare l'allarme. Nel trambusto che seguì, 4 prigionieri vennero uccisi dai commando mentre tentavano la fuga, e i cadaveri vennero ritrovati dalle truppe tedesche con le mani ancora legate dietro alla schiena. Queste due circostanze portarono Hitler a ritenere che gli alleati avessero intrapreso una forma di guerra parallela, che comprendeva il rapimento e l'uccisione di prigionieri disarmati, e quindi non conforme alle clausole della Convenzione di Ginevra.
Le leggi di guerra riconosciute e accettate nel 1942 erano comunque molto chiare al riguardo: l'articolo 23(d) della Convenzione dell'Aia del 1907 stabiliva che era assolutamente proibito negare quartiere al prigioniero di guerra nemico. La Convenzione di Ginevra del 1929, ratificata anche dalla Germania, rifacendosi alla Convenzione dell'Aia del 1907, stabiliva in modo preciso chi dovesse essere considerato prigioniero di guerra al momento della cattura, includendo in tale definizione i soldati nemici in uniformi appropriate (recanti distintivi ben visibili dalla distanza), e le modalità secondo cui avrebbero dovuto essere trattati. Le convenzioni internazionali lasciavano tuttavia discrezionalità riguardo al trattamento delle spie e dei sabotatori travestiti in abiti civili o nell'uniforme dell'avversario, ammettendone quindi implicitamente la possibilità di essere passati per le armi.
La Convenzione dell'Aia del 1907 stabiliva anche, all'art. 30, che nessuna spia, anche se catturata nell'atto stesso dello spionaggio, poteva essere punita senza prima essere sottoposta a processo. Pertanto, i soldati catturati dietro alle linee nemiche mentre indossavano la regolare uniforme del proprio schieramento, non solo non avrebbero potuto essere condannati a morte, ma nemmeno in alcun modo essere processati. Il fatto stesso che l'ordine fosse considerato talmente segreto da essere stampato in sole 12 copie, è indicativo sulla reale cognizione da parte di Hitler riguardo sia all'illegalità dello stesso rispetto al diritto internazionale, sia alla scarsissima approvazione che avrebbe riscontrato tra i comandanti tedeschi, tutti militari di professione.

## Il processo e l'esecuzione
Dopo essere stato catturato dagli statunitensi l'8 maggio 1945, Dostler venne inviato a Caserta, dove gli alleati stavano istruendo un processo per crimini di guerra a suo carico. Nel frattempo, anche a seguito dell'intercettazione, effettuata nel marzo del 1944, di una comunicazione radio riguardante l'avvenuta esecuzione di 15 prigionieri, erano emersi gravi indizi nei suoi confronti. Durante il processo, iniziato l'8 ottobre 1945 nella Reggia di Caserta, la difesa di Dostler si articolò principalmente su due capisaldi:
- I prigionieri catturati non vestivano la regolare uniforme di un esercito, e pertanto non potevano rivestire lo status di prigionieri di guerra, e, di conseguenza, non potevano beneficiare delle garanzie derivanti dalle Convenzioni internazionali e dalle consuetudini militari;
- Dostler si era limitato a eseguire ordini superiori, ossia le direttive del generale von Zangen e del feldmaresciallo Kesselring, nonché il cosiddetto "Ordine dei commando", la cui esistenza era ignota anche agli ufficiali tedeschi di grado inferiore, e imponeva la fucilazione immediata di tutti i sabotatori catturati, pena la corte marziale per il comandante che avesse trasgredito questa direttiva.

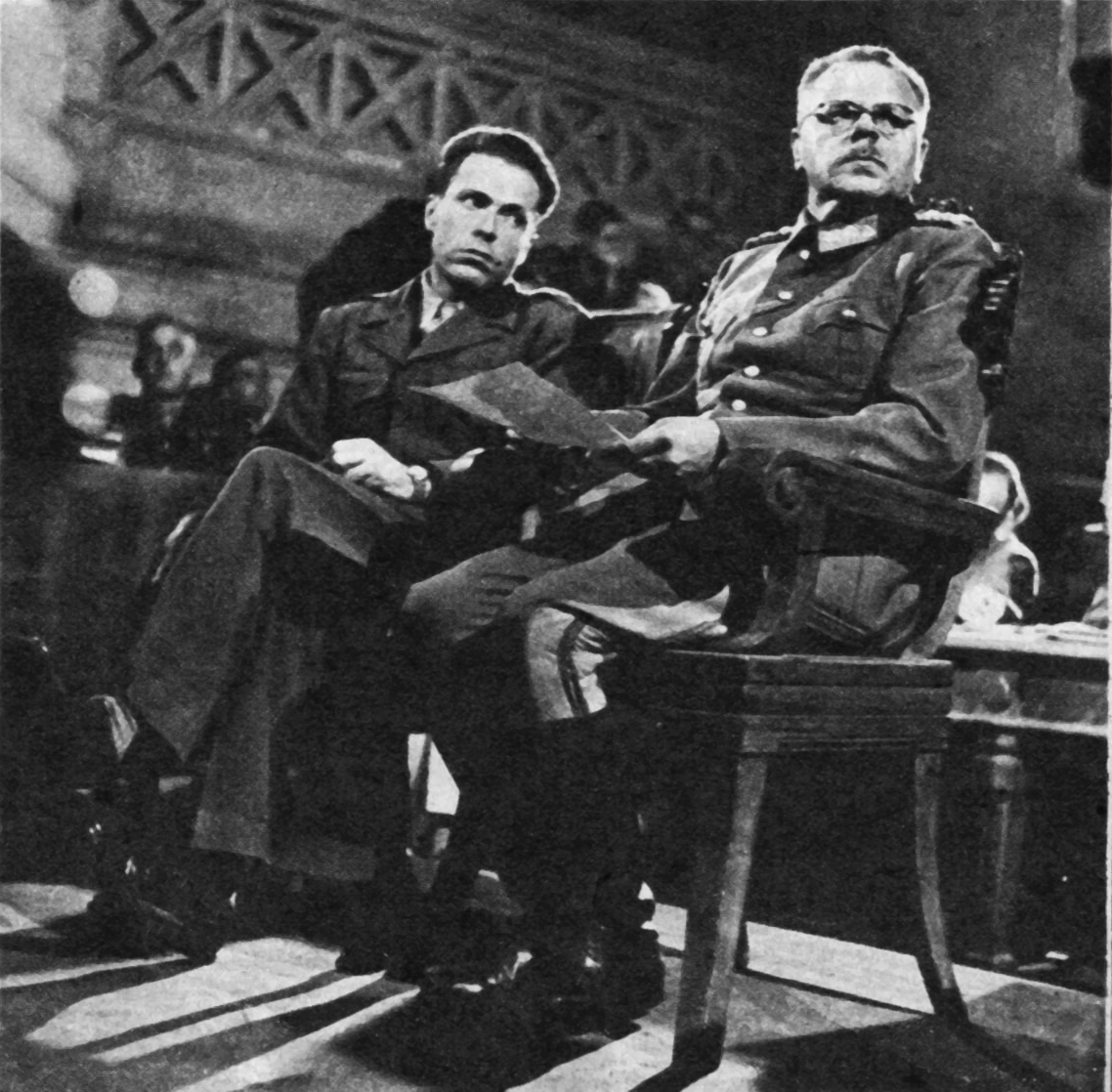
Anton Dostler durante il processo nella Reggia di Caserta, insieme all'interprete, Albert O. Hirschman

Con riguardo al primo punto, secondo la versione di Dostler, inizialmente i prigionieri vennero ritenuti italiani, dal momento che parlavano in quella lingua e che erano vestiti in abiti civili; ritenendoli quindi sabotatori, erano stati condannati a morte dai tedeschi. Quando però vennero informati di tale decisione, i prigionieri rivelarono che erano militari statunitensi, e quindi Dostler sospese l'esecuzione e ne richiese l'annullamento al feldmaresciallo Kesselring, il quale ordinò invece di procedere comunque. In tal senso, durante il processo Dostler fu in grado di produrre la testimonianza del proprio aiutante di campo, il quale dichiarò che l'ordine di fucilazione era arrivato dal feldmaresciallo Kesselring in persona, attraverso il generale Zangen. Tanto Kesselring quanto Zangen, interrogati in proposito come testimoni, negarono il fatto, e nemmeno fu possibile rinvenire una copia scritta del presunto ordine di Kesselring di fucilare i prigionieri.
Soprattutto con riguardo al secondo punto, la difesa mirava a far apparire Dostler un semplice ingranaggio della catena di comando, in cui le direttive partivano da un'autorità a lui superiore (Hitler), per essere poi confermate dalla gerarchia (Kesselring), fino a giungere all'ultimo anello della catena (Almers), in uno scenario che vedeva il ruolo di Dostler ridotto a quello di mero portaordini. Nel corso del processo, forse nel quadro di una particolare strategia difensiva, il generale Dostler venne descritto in termini tutt'altro che lusinghieri: per esempio, emerse che, durante il comando in Italia, era ben poco il tempo che dedicava al servizio, preferendo di gran lunga trascorrere le giornate in compagnia della sua amante; era inoltre descritto come un comandante sciatto e superficiale, poco incline a prendere sul serio l'incarico di comando (peraltro poco prestigioso) a lui assegnato. Era tuttavia un nazista fanatico, fervente ammiratore di Hitler, ed estremamente intollerante riguardo a qualsiasi manifestazione di dissenso nei confronti del Führer, tanto da arrivare a destituire subordinati che avevano espresso critiche sulla condotta della guerra. Chiamato a testimoniare sullo stato di servizio di Dostler, il generale Fridolin von Senger und Etterlin, signorile come sempre, ne tracciò un profilo più benevolo, almeno dal punto di vista professionale.
Sempre con riguardo al fatto che Dostler aveva obbedito a disposizioni superiori, la difesa, tra l'altro, fece notare che lo stesso manuale di combattimento del 1940, allora ancora in vigore presso le forze armate statunitensi, al paragrafo 347, recitava (testualmente): "[...] Gli appartenenti alle forze armate non sono punibili per questi crimini qualora li abbiano commessi su ordine o su minaccia del loro governo o dei loro superiori. I comandanti che abbiano ordinato la commissione di tali atti, o sotto la cui autorità furono commessi dalle loro truppe, sono passibili di punizione da parte dei belligeranti nelle cui mani possano cadere".
Il manuale statunitense a sua volta riprendeva pari pari il capitolo XIV, paragrafo 443 del British Manual of Military Law, all'epoca in uso presso l'esercito del Regno Unito. Da parte sua, l'accusa contestò che il semplice atto di avere emanato un ordine illegittimo era sufficiente a traslare tutta la responsabilità giuridica in capo al solo Dostler, non essendo emerse prove che l'ordine fosse arrivato da altri che da lui; inoltre venne contestato che, siccome l'articolo in questione era stato abrogato dal testo del Regno Unito nell'aprile 1944, e dal testo statunitense nel novembre 1944, la circostanza non poteva essere usata a favore dell'accusato. Nella sentenza la corte in un certo senso prese le distanze da questo ostacolo, affermando che né il manuale statunitense di combattimento, né il manuale del Regno Unito di diritto militare erano strumenti legislativi da cui era possibile attingere (negando, sotto certi aspetti, l'applicabilità al caso Dostler del principio del favor rei).
Il processo si concluse con la condanna a morte di Dostler, con una sentenza che tra l'altro costituì un precedente anche per i successivi processi di Norimberga, dal momento che venne negata all'accusato la possibilità di appellarsi al principio degli "ordini superiori" per esimersi dalla responsabilità per avere eseguito azioni criminali, focalizzando invece la colpevolezza sulla responsabilità individuale del singolo rispetto all'esecuzione o meno di ordini illegittimi. Tale orientamento fu codificato come IV Principio, nei Principi di Norimberga ("4. Il fatto che un soggetto abbia agito in esecuzione di un ordine non lo esime dalla propria personale responsabilità penale internazionale. Parallelamente il subordinato ha il dovere di sottrarsi dall'eseguire ordini riguardanti atti criminali"). Ne è inoltre fatta menzione nella Dichiarazione Universale dei Diritti dell'Uomo.

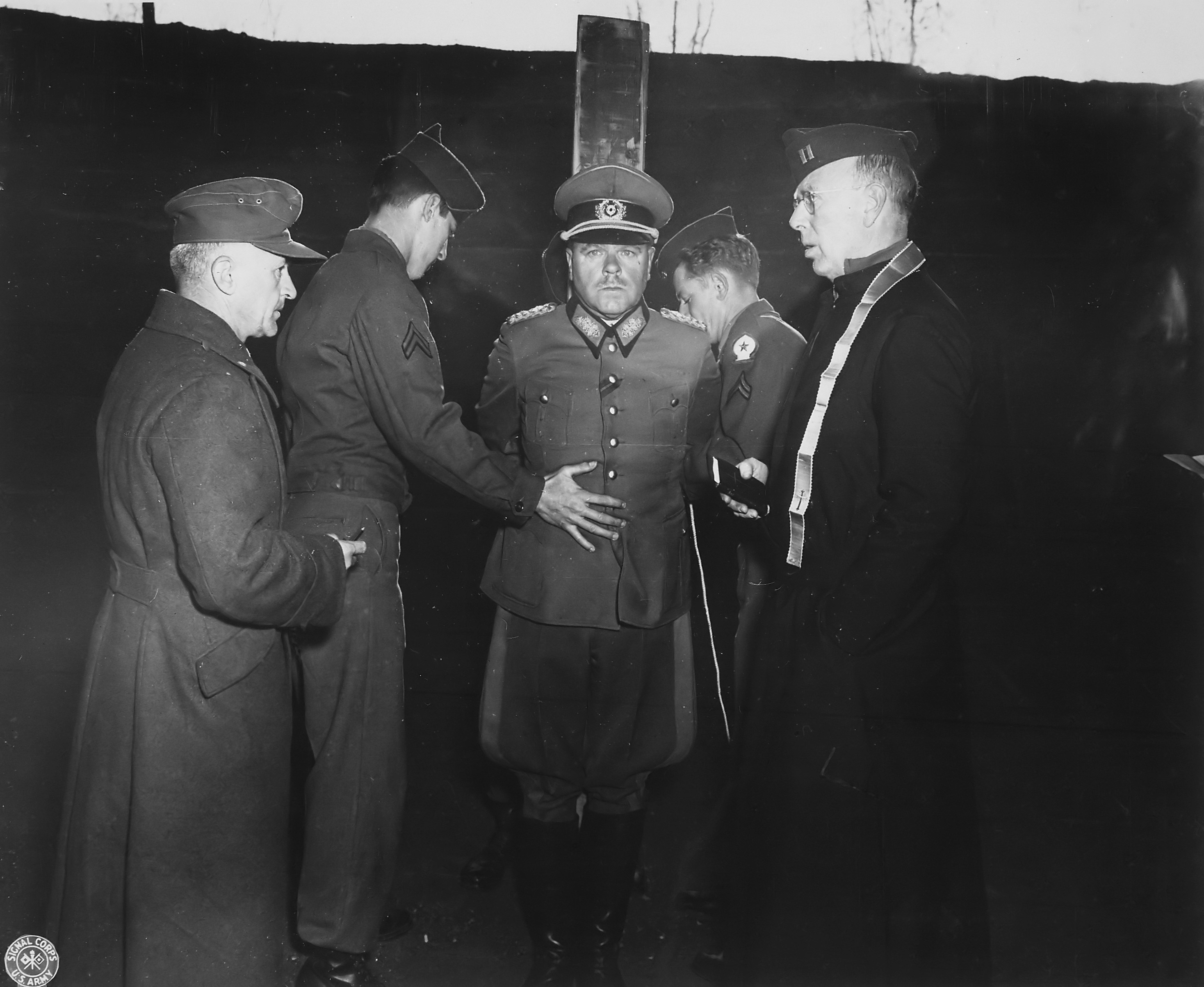
Preparativi dell'esecuzione capitale di Dostler

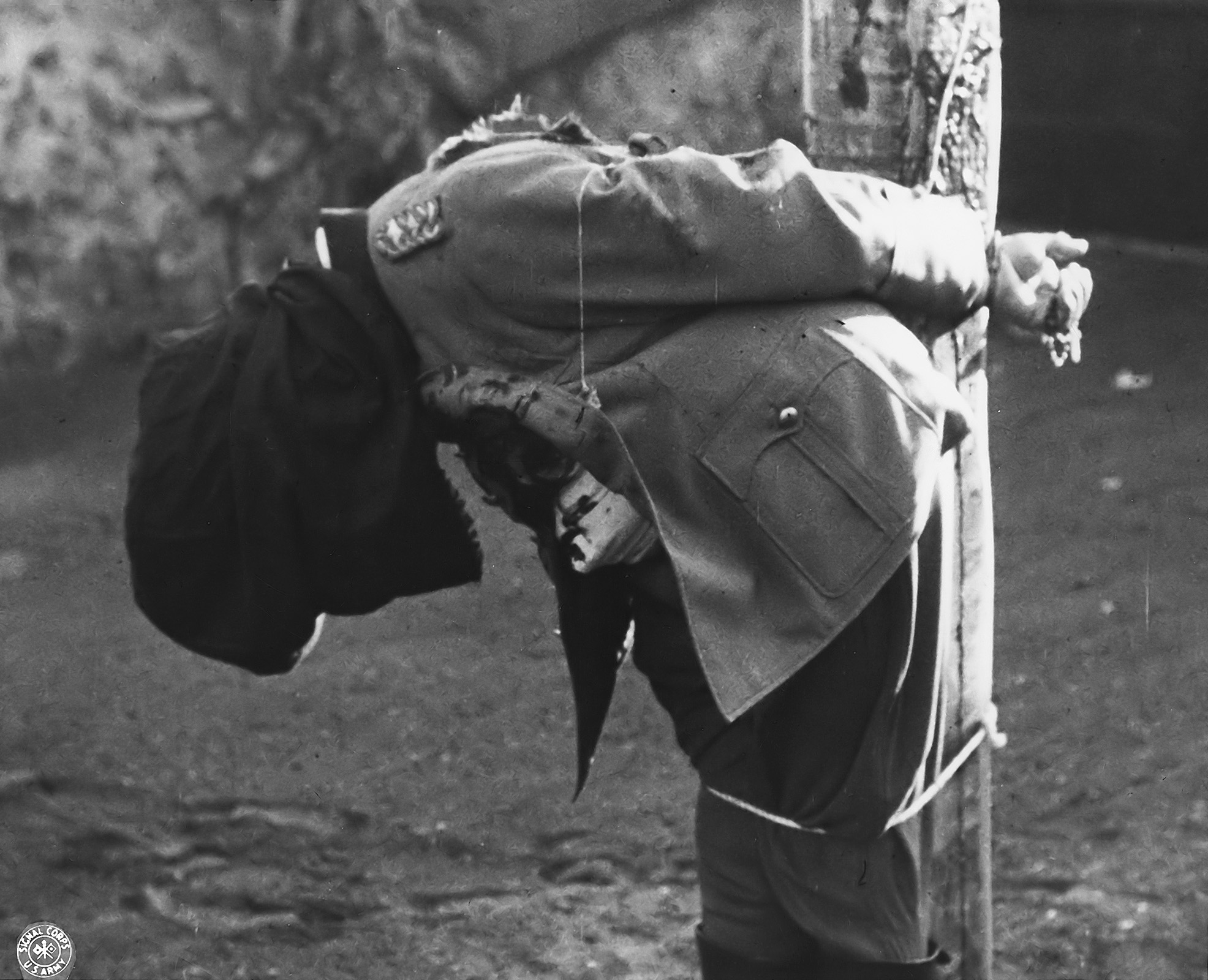
Il corpo di Anton Dostler subito dopo l'esecuzione

La motivazione della sentenza di morte di Anton Dostler riguardava la violazione dell'art. 2 della Convenzione di Ginevra del 1929, per l'uccisione di prigionieri di guerra. La sentenza stabilì anche che "non è accettabile che un soldato, e ancora meno un generale investito di incarichi di comando, possa considerare l'esecuzione sommaria di prigionieri di guerra un legittimo atto di rappresaglia". Dal momento che, quando i 15 commando dell'OSS vennero catturati dietro le linee tedesche, indossavano regolari uniformi militari statunitensi, e non abiti civili, la decisione del generale Dostler di trattarli come spie e di passarli per le armi fu un deliberato crimine di guerra, in violazione alle leggi del diritto internazionale.
Durante il processo, come anche riportato nella successiva sentenza, a Dostler venne contestato che, sebbene fosse realmente esistito il Kommandobefehl, al quale l'imputato si rifaceva per giustificare la strage, e anche ammettendo astrattamente che eseguire ordini superiori, ancorché illegittimi, fosse una circostanza idonea a esimere dal reato, in realtà l'operato di Dostler era stato del tutto arbitrario: mentre la difesa sosteneva che egli si era limitato ad applicare scrupolosamente la direttiva superiore contenuta nel Kommandobefehl, ovvero di passare per le armi tutti i prigionieri immediatamente dopo la cattura, nei fatti le esecuzioni avvennero quasi due giorni dopo la cattura stessa, in aperta violazione di quanto espressamente previsto nel Kommandobefehl, ovvero sterminare i nemici incontrati fino all'ultimo uomo, in combattimento o durante l'inseguimento, e, nel caso questi si fossero arresi, non concedere loro quartiere, ma procedere comunque alla liquidazione.
Diversamente da quanto sarebbe poi avvenuto nei confronti degli imputati condannati a morte nel successivo processo di Norimberga, Dostler venne condannato alla fucilazione invece che all'impiccagione, e gli venne concesso di avviarsi al palo indossando il berretto e un'uniforme nella quale erano stati lasciati i distintivi del grado (mentre generalmente i militari condannati a morte vengono privati delle insegne e del copricapo). La sentenza di morte venne eseguita ad Aversa, alle 8:00 della mattina del 1º dicembre 1945, mediante un plotone di esecuzione di 12 uomini. Subito dopo l'esecuzione, il cadavere di Dostler venne posto su di una barella, avvolto in un lenzuolo da materasso, e portato via sul cassone di un camion militare. I suoi resti vennero sepolti in una tomba contrassegnata dalla sigla 93/95, nella sezione H del cimitero di guerra tedesco di Pomezia. Tutta la scena della fucilazione venne documentata, oltre che da fotografie, anche dalle riprese cinematografiche in bianco e nero di ben tre diverse cineprese, a testimonianza dell'importanza che rivestiva l'evento; negli anni Novanta, nell'ambito della diffusione di materiale audiovisivo originale Combat Film, vennero trasmesse anche le scene dell'esecuzione del generale Dostler.

## Aspetti controversi
Dall'esame dei documenti processuali, il caso Dostler non apparirebbe esente da critiche. Fermo restando il giudizio di colpevolezza, oggettivamente plausibile, in relazione a quello che a tutti gli effetti può e deve essere considerato un crimine di guerra, vanno comunque evidenziate anche altre circostanze. In particolare, durante il processo è emerso che i membri del commando dell'Operazione Ginny II erano sì vestiti con uniformi dell'esercito regolare degli Stati Uniti d'America, ma anche che da queste uniformi erano state asportate le insegne distintive di appartenenza, rendendole, de facto, non idonee a qualificare i commando come prigionieri di guerra (art. 1 della Convenzione dell'Aia del 1907).
Va inoltre rilevata una contraddizione importante: durante gli interrogatori e le perquisizioni a Bonassola, emerse che ai commando era stata assegnata una somma pari a 30.000 lire, da utilizzare, nell'impossibilità di ricongiungersi con le motosiluranti, per raggiungere una casa sicura predisposta a Bobbio. Se è vero che i commando statunitensi non portavano con loro abiti civili, non si comprende come avrebbero potuto raggiungere la casa sicura di Bobbio (distante circa 121 km da Bonassola) con addosso soltanto la divisa dell'U.S. Army, in pieno territorio nemico.
A parte quanto emerso in sede processuale, nella storiografia immediatamente coeva è possibile rinvenire episodi in cui gli alleati non solo non si sono attenuti ai principi che hanno ispirato la condanna di Dostler, ma anzi li hanno completamente ribaltati.

### Il caso dell'Operazione Pastorius
Con riferimento allo status di prigioniero di guerra, da accordare, secondo la Convenzione di Ginevra, solamente a chi indossi una regolare uniforme militare sulla quale i segni distintivi di appartenenza siano visibili anche da lontano, la vicenda presenta delle similitudini, non secondarie, con il caso dell'Operazione "Pastorius", un progetto di sabotaggio tentato, nel giugno del 1942, da agenti tedeschi dell'Abwehr. Gli otto sabotatori che componevano il commando, tutti già residenti negli Stati Uniti d'America (due di essi erano ancora cittadini statunitensi), una volta sbarcati segretamente in territorio statunitense da un sommergibile, avrebbero dovuto effettuare operazioni di sabotaggio facendo saltare in aria obiettivi cruciali per l'economia e la produzione bellica. Lo sbarco avvenne indossando uniformi della Kriegsmarine, al fine di evitare di essere fucilati come spie. Pochi giorni dopo, tuttavia, a seguito del tradimento di due di essi, vennero catturati in abiti borghesi, ancora prima che potessero effettuare qualsiasi azione; successivamente vennero giudicati da una corte marziale, che li dichiarò colpevoli di spionaggio, condannando tutti a morte mediante sedia elettrica, con l'esclusione dei due che avevano denunciato il piano.
Se si considera che i commando statunitensi catturati in Liguria vestivano uniformi rese anonime dall'asportazione delle insegne, tra i due casi le differenze apparirebbero piuttosto tenui.

### I fatti di Biscari e il caso Compton
Tra le varie circostanze portate dalla difesa a favore di Dostler, una fu particolarmente controversa: il caso del capitano statunitense John Compton, responsabile in Sicilia di una delle due stragi poi conosciute come massacro di Biscari; in particolare, il capitano Compton ordinò ai suoi uomini di fare allineare in fila, e poi di trucidare a sangue freddo, almeno 36 prigionieri di guerra italiani e tedeschi, appena arresisi dopo un combattimento. Deferito alla corte marziale, Compton dichiarò di avere agito sulla base di un famoso discorso, denso di retorica, che il generale Patton aveva tenuto prima dello sbarco in Sicilia per motivare le truppe. Ritenendo sufficientemente accettabile questa giustificazione, Compton fu assolto dalla corte marziale senza altre accuse. In questo caso quindi venne ritenuto valido il principio del respondeat superior, anche in relazione a episodi gravissimi come crimini di guerra, principio che invece venne fermamente negato nel caso di Dostler.
Durante i successivi processi di Norimberga venne anzi esplicitamente codificato il contrario, ovvero che nessuno può addurre a propria difesa l'obbedienza a ordini superiori, qualora questi ordini violino le leggi internazionali, e che il superiore che abbia impartito tali ordini, o che avrebbe dovuto essere a conoscenza di tali violazioni, ma abbia mancato di intervenire, è parimenti da considerare colpevole.

### Le fucilazioni di sabotatori italiani
Durante il biennio 1943-45, nell'ambito del contrasto all'avanzata alleata in Italia, vennero intraprese numerose azioni di sabotaggio da parte di incursori della R.S.I. dietro alla linea del fronte; circa 60 commando vennero catturati e passati per le armi dagli alleati. Il 30 aprile 1944 furono fucilati, a Santa Maria Capua Vetere, i militari della R.S.I. Francesco Aschieri, Mario Tapoli, Vincenzo Tedesco e Italo Palesse, nuotatori paracadutisti della X° Flottiglia MAS, catturati dagli alleati mentre erano impegnati in una missione di commando dietro le linee nemiche. È probabile, anche sulla base del materiale fotografico relativo al caso, che almeno uno di essi (Vincenzo Tedesco) vestisse l'uniforme della R.S.I. al momento della cattura. Le autorità militari statunitensi, tuttavia, non riconobbero loro lo status di prigionieri di guerra, ordinandone l'esecuzione come sabotatori.

## Il presunto ruolo di Kesselring
Dopo la resa della Germania e la cessazione delle ostilità, l'8 maggio 1945, il feldmaresciallo Albert Kesselring, comandante in capo delle forze armate tedesche in Italia, venne posto agli arresti dagli alleati; il 6 ottobre 1945, venne interrogato in relazione alla morte dei 15 commando statunitensi. La sua risposta fu che non ricordava di avere mai avuto informazioni riguardo alla cattura di incursori statunitensi dell'OSS. Obiettò anche che in quel periodo riceveva numerosi rapporti, e che di frequente era lontano dal suo quartier generale di Roma. A Kesselring vennero rivolte anche domande circa il Kommandobefehl, il quale costituiva una palese violazione delle convenzioni internazionali (Convenzione dell'Aia del 1907 e Convenzione di Ginevra del 1929). La sua risposta fu che l'ordine non era vincolante per lui, e che comunque l'ordine stesso poteva essere interpretato in vari modi. La deliberata distruzione, alla fine della guerra, degli archivi del feldmaresciallo impedì di trovare prove di colpevolezza a suo carico, e pertanto Kesselring non poté essere accusato di nulla in relazione alla fucilazione dei 15 prigionieri.
Dostler, però, durante il processo, accusò il feldmaresciallo di avere ordinato di passare per le armi i prigionieri; Kesselring negò, venne creduto, e di conseguenza prosciolto da ogni accusa. Solo anni dopo sono stati sollevati dubbi sulla testimonianza di Kesselring, con particolare riguardo a una tragica coincidenza: il 23 marzo 1944 esplose a Roma la bomba di via Rasella, atto da cui conseguì, il giorno dopo, la strage delle Fosse Ardeatine.

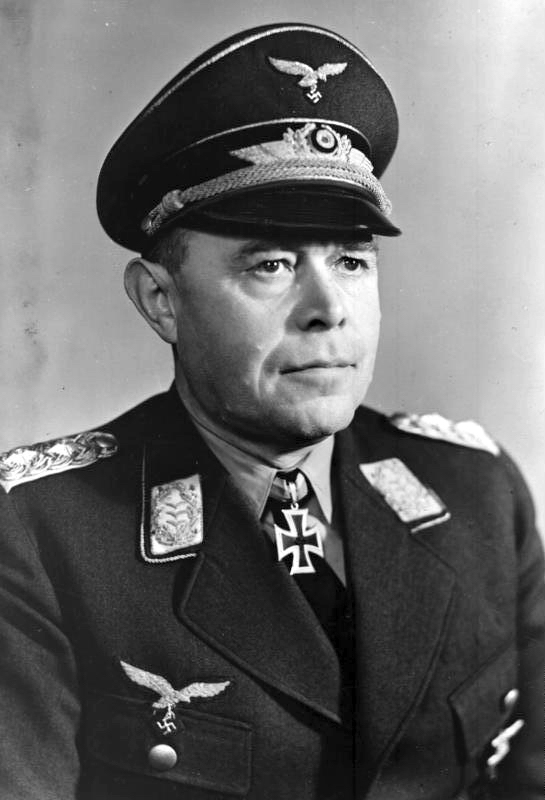
Albert Kesselring in uniforme da feldmaresciallo della Luftwaffe

Nel 1998 venne pubblicato per la prima volta il libro di Richard Raiber Anatomy of Perjury: Field Marshal Albert Kesselring, Via Rasella, and the GINNY Mission, nel quale si afferma che, durante il processo per la strage delle Fosse Ardeatine, il feldmaresciallo mentì sui suoi spostamenti, allo scopo di ridurre la sua responsabilità riguardo ai fatti di Roma, ma soprattutto per nascondere il suo coinvolgimento nelle fucilazioni di Ameglia. Durante il processo, che si tenne nel 1947 a Venezia, per accertare le responsabilità di Kesselring sull'eccidio delle Fosse Ardeatine, il feldmaresciallo testimoniò che il giorno 23 marzo 1944 si trovava a Monte Soratte, sul fronte di Cassino; nella notte rientrò a Roma, dove venne messo a conoscenza dell'ordine del Fuhrer di eseguire una pesante rappresaglia per Via Rasella, e il 24 marzo tornò a seguire i combattimenti a Monte Soratte; tale ricostruzione venne confermata anche dal generale Siegfried Westphal, suo capo di stato maggiore all'epoca dei fatti.
Tuttavia secondo Raiber, dall'esame di documenti rinvenuti nell'Archivio Militare di Potsdam (in particolare le trascrizioni delle telefonate col generale Fritz Wentzell), Kesselring mentì nella ricostruzione dei suoi spostamenti. Dai documenti esaminati dallo studioso, emerse che la settimana precedente il feldmaresciallo era stato in Germania, in licenza. Al ritorno, avrebbe trascorso le notti del 23 e del 24 marzo in Liguria, allo scopo di ispezionare le difese costiere, per recarsi poi il 25 a Forlì e Ravenna. In particolare, il giorno 22 avrebbe pernottato all'Hotel Savoy di Genova-Nervi, il giorno 23 all'Hotel Excelsior di Rapallo, e il giorno 24, dopo una sosta a La Spezia, avrebbe pernottato a Livorno. Secondo tale ricostruzione, il feldmaresciallo Kesselring si sarebbe trovato a La Spezia proprio il giorno in cui vennero catturati i sabotatori dell'OSS; dal momento che la scoperta e la cattura di un considerevole numero di commando costituisce comunque una circostanza straordinaria, tale evento sarebbe stato verosimilmente riferito a Kesselring, il quale pertanto non poteva ignorarne la presenza, e anzi, secondo il ricercatore ne avrebbe egli stesso ordinato la fucilazione.

## Possibili motivazioni
Durante il processo, la difesa di Dostler insistette molto sul punto che, ai sensi dell'Ordine dei commando, non solo i sabotatori catturati avrebbero dovuto essere passati per le armi immediatamente dopo la cattura, ma anche che, in previsione di un mancato adempimento di tale ordine, il comandante tedesco responsabile sarebbe stato egli stesso passato per le armi. A riprova di tale circostanza, Dostler riferì di avere preso visione, nel marzo del 1944, di un ordine scritto che, nel riprendere il testo del Kommandobefehl del 1942, ne ampliava e inaspriva ulteriormente i contenuti, stabilendo altresì, come conseguenza per il mancato adempimento delle prescrizioni riguardo ai commando, la messa a morte del comandante tedesco responsabile dell'omissione. Anche il generale von Senger confermò l'esistenza di tale disposizione, della quale tuttavia non venne mai rinvenuta alcuna traccia; inoltre tre testimoni (uno degli ufficiali dell'intelligence della Kriegsmarine, un aiutante di campo della Wehrmacht, nonché lo stesso generale Zangen) negarono di essere a conoscenza di un Kommandobefehl modificato. Per questi motivi, non venne tenuta in alcuna considerazione, ai fini processuali, l'eventualità che Dostler avesse agito sotto la minaccia di essere condannato a morte egli stesso.
In quest'ottica, per quanto cinico possa sembrare, non appare illogico ritenere che l'ordine di uccidere i prigionieri sia stato dato da Dostler semplicemente per tutelarsi. Durante le ricostruzioni avvenute in sede processuale, emerse che vi furono lunghe discussioni all'interno dello staff di Dostler circa il da farsi, dal momento che le direttive del Kommandobefehl disponevano che ogni commando catturato doveva essere immediatamente consegnato all'SD. Infatti il punto 4 del Kommandobefehl imponeva (testualmente): "Qualora membri di queste unità commando […] cadano in mano della Wehrmacht attraverso altre modalità (per esempio dopo essere state catturare dalla polizia del paese occupato), vanno consegnate senza ritardo al Sicherheitdienst. È fatto assoluto divieto di trattenere costoro, anche solo temporaneamente, sotto la custodia militare".
Da una lettura di tale paragrafo, appare evidente che Dostler in realtà trasgredì completamente l'ordine del Führer, non solo in quanto non passò subito per le armi i prigionieri catturati, ma anche in quanto omise di consegnare gli stessi all'SD, fatto questo ancora più grave. Tenendo conto di questi elementi, l'esecuzione potrebbe rappresentare un tardivo tentativo di cancellare le prove di una condotta piuttosto disordinata riguardo al caso, sia questa dovuta a incompetenza o a sciatteria.